# 芝罘站
芝罘站（规划建设阶段曾称官庄站），位于中华人民共和国山东省烟台市芝罘区黄务街道官庄社区，是青荣城际铁路青烟直通线上的车站，设有烟荣联络线连接青荣城际铁路荣成方向，亦是潍烟高速铁路的接轨站。车站始建于2015年，于2024年投用，并在烟台南站计划停运改造期间接发部分列车。

## 車站周邊
- 芝罘区公路工程处
- 烟台科技大厦
- 山东省烟台第三中学
- 烟台港城中学
- 昊佳花苑
- 黄务街道办事处
- 后店村

### 公交接驳
- 芝罘站广场（车站东侧）：70路区间、102路区间
- 芝罘站（车站北侧港城西大街上）：36、39、70、102、123、169路

## 歷史
- 建于2015年。
- 2024年10月21日，车站随潍烟高速铁路开通而启用。[4]

## 外部連結
- 中国铁路客户服务中心 （页面存档备份，存于）